# Trío para piano n.º 1 (Schumann)

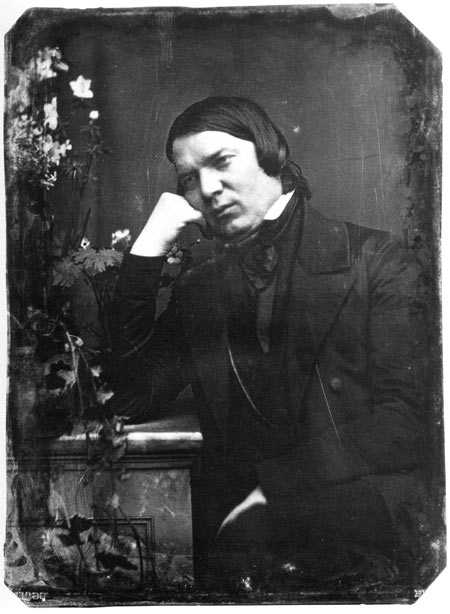
Robert Schumann en 1850.

El Trío para piano n.º 1 en re menor, Op. 63 es una pieza camerística para violín, violonchelo y piano compuesta por Robert Schumann en 1847.

## Historia
El año 1847 fue relativamente pobre en inspiración para Schumann en lo que a composición se refiere. Revisó la escena final de sus Escenas del Fausto de Goethe, WoO 3 que había escrito tres años antes. En abril esbozó la obertura de su ópera Genoveva, que dejó para el año siguiente. Durante el resto del año compuso algunas canciones, la breve obra coral Beim Abschied zu singen, Op. 84, así como sus dos primeros tríos para piano.
Robert escribió un total de tres tríos para violín, violonchelo y piano. El Trío n.º 1 en re menor, Op. 63 y el Trío n.º 2 en fa mayor, Op. 80 ambos son de 1847; el último es el Trío n.º 3 en sol menor, Op. 110 de 1851. El primero de ellos, en re menor, suele ser estimado como el mejor de los tres. La calidad compositiva del segundo trío en fa mayor se considera a menudo inferior al resto. Por su parte, el tercer trío en sol menor muestra ya algunos signos de la decadencia creativa que acompañó al compositor durante su enfermedad mental. Schumann, a pesar de la intimidad de su música de cámara, favorece la armonía intrincada y los rasgos virtuosísticos al igual que en su música para piano solo. En sus tríos para teclado, el piano suele ser el protagonista.

## Estructura y análisis
La obra consta de cuatro movimientos:
- I. Mit Energie und Leidenschaft, en re menor 4
4
- II. Lebhaft, doch nicht zu rasch, en fa mayor 3
4
- III. Langsam, mit inniger Empfindung, en do mayor 4
4
- IV. Mit Feuer, en re mayor 2
2

El primer trío para piano, la primera de sus obras con este título más el Fantasiestücke, Op. 88 para los mismos instrumentos, tiene un estilo intensamente romántico y es el trío más famoso de Schumann en el repertorio moderno.

### I.Mit Energie und Leidenschaft
El movimiento de apertura lleva la indicación Mit Energie und Leidenschaft que significa "con energía y pasión" y está escrito en la tonalidad de re menor y en compás de 4/4. Sigue la forma sonata comienza con un tema emergente que se escucha inicialmente en contrapunto entre el bajo del piano y el violín. A lo largo del extenso primer tema, el pianista toca rápidos arpegios que esbozan la armonía. Durante el tema secundario, sin embargo, el piano traza la melodía con las cuerdas antes de la sección final, que consiste en un retorno al primer tema, ahora en Fa mayor y rítmicamente disminuido. El golpe más ingenioso de Schumann en el movimiento es el nuevo tema de la sección de desarrollo.

### II.Lebhaft, doch nicht zu rasch
En el segundo movimiento figura la indicación Lebhaft, doch nicht zu rasch que quiere decir "Vivaz, pero no demasiado rápido". Se trata de un scherzo y trío en fa mayor, está marcado por una energía contenida. Su compás de 3/4 es siempre claro en la parte del piano, apoyando la melodía ascendente y con puntillo de las cuerdas. La melodía ascendente aparece de nuevo en el trío, aunque aquí es mucho más lenta y relajada, y termina con un descenso. El ritmo con puntillo de conducción del scherzo comparte su contorno suavemente ascendente con la sección de trío que fluye.

### III.Langsam, mit inniger Empfindung
El tercer movimiento está marcado con la expresión Langsam, mit inniger Empfindungen que significa "Lentamente, con sentimiento interior". Presenta un dúo entre violín y violonchelo y se mueve sin pausa hasta el heroico final tónico mayor. Está dispuesto en forma ternaria (ABA) con una estructura armónica divagante. La melodía del violín, que comienza en do mayor, avanza hacia una nueva armonía después de ocho compases. Tras pasar por do menor, comienza una nueva sección, con firmeza en fa mayor, y el piano se subordina con claridad al violín y al violonchelo, proporcionando acordes repetidos y estableciendo un compás de 12/8. En el retorno de la sección A, Schumann mantiene el inicio durante sólo siete compases; en el octavo la melodía cambia y la armonía se dirige hacia la mayor. El movimiento termina con un poderoso acorde de sexta francesa (en re menor) que pasa a una tríada de la mayor, la dominante de re mayor, que es la tonalidad del Finale. La forma del primer tema del movimiento es muy parecida a la del tema del violín que abre el primer movimiento.

### IV.Mit Feuer
El cuarto y último movimiento lleva la indicación Mit Feuer que es "Con fuego", está compuesto en re mayor y el compás está escrito alla breve. Empieza sin pausa tras el movimiento lento. Schumann vincula el finale con el movimiento inicial mediante referencias temáticas. Las cuatro primeras notas de violín del primer movimiento figuran, rítmicamente alteradas, en la melodía de piano del segundo y tercer compás del Finale.

## Discografía selecta
- Schumann: Trío para piano n.º 1 y otras obras. Con Alfred Cortot al piano, Pau Casals al violonchelo y Jacques Thibaud al violín (EMI)
- Schumann: Música de cámara completa. Con Jean Hubeau, Jean Mouillère, Frédéric Lodeon, Gérard Caussé y el Cuarteto Via Nova (Erato, 1980).